# Выхлопные газы

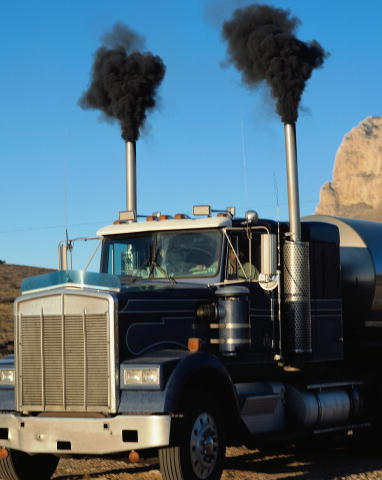
Дым из выхлопных труб дизельного грузовика в момент запуска двигателя

Выхлопны́е га́зы (отходящие газы) — отработавшее в двигателе рабочее тело.
Выхлопные (отходящие) газы являются продуктами окисления и неполного сгорания углеводородного топлива. Выбросы выхлопных (отходящих) газов — основная причина превышения допустимых концентраций токсичных веществ и канцерогенов в атмосфере крупных городов, образования смогов, являющихся частой причиной отравления в замкнутых пространствах. Количество выделяемых в атмосферу автомобилями загрязняющих веществ определяется массовым выбросом газов и составом отходящих газов.

## Количество отходящих газов автомобилей
В основном определяется массовым расходом топлива автомобилями.
Расход по расстоянию нормируется и обычно указывается производителями (одна из потребительских характеристик). В отношении суммарного объёма выходящих из глушителя выхлопных газов приблизительно можно ориентироваться на такую цифру — один килограмм сжигаемого бензина приводит к образованию примерно 16 килограммов смеси различных газов.
|                                      | ВАЗ 2110 1,5k литра | ВАЗ 2110 1,5i литра | Mitsubishi Colt 5-D 1.1i литра | ВАЗ 11113 0,75k литра | ВАЗ 21055 1,5D литра |
| Расход в «городском» режиме, л/100км | 9,1                 | 8,6                 | 7,0                            | 6,4                   | 5,7                  |
| Расход, равномерно 60 км/ч, л/100км  | 6,5                 | 6,5                 | 3,7                            | 3,2                   | 3,8                  |

- k — карбюраторный двигатель
- i — инжекторный двигатель
- D — дизельный двигатель
- плотность бензина при +20С колеблется от 0,69 до 0,81 г/см³
- плотность дизельного топлива при +20С по ГОСТ 305-82 не более 0,86 г/см³

## Состав автомобильных выхлопных газов
|                       | Бензиновые двигатели | Дизели      |
| N2, об.%              | 74—77                | 76—78       |
| O2, об.%              | 0,3—8,0              | 2,0—18,0    |
| H2O (пары), об.%      | 3,0—5,5              | 0,5—4,0     |
| CO2, об.%             | 0,0—16,0             | 1,0—10,0    |
| CO*, об.%             | 0,1—5,0              | 0,01—0,5    |
| Оксиды азота*, об.%   | 0,0—0,8              | 0,0002—0,5  |
| Углеводороды*, об.%   | 0,2—3,0              | 0,09—0,5    |
| Альдегиды*, об.%      | 0,0—0,2              | 0,001—0,009 |
| Сажа**, г/м3          | 0,0—0,04             | 0,01—1,10   |
| Бензпирен-3,4**, г/м3 | 10—20⋅10−6           | 10×10−6     |

* Токсичные компоненты
** Канцерогены

## Влияние выхлопных газов на здоровье человека

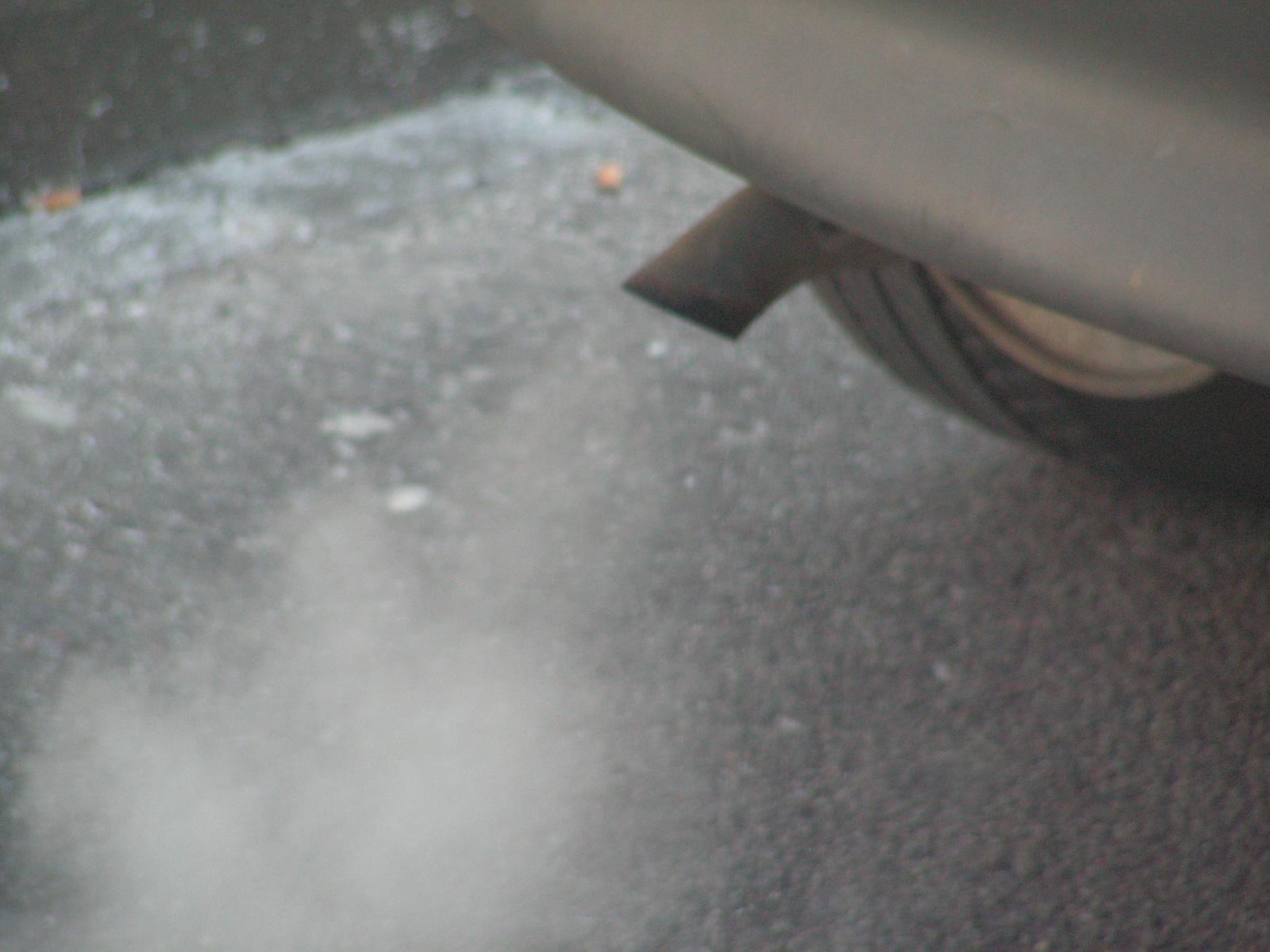
Выхлопная труба легкового автомобиля

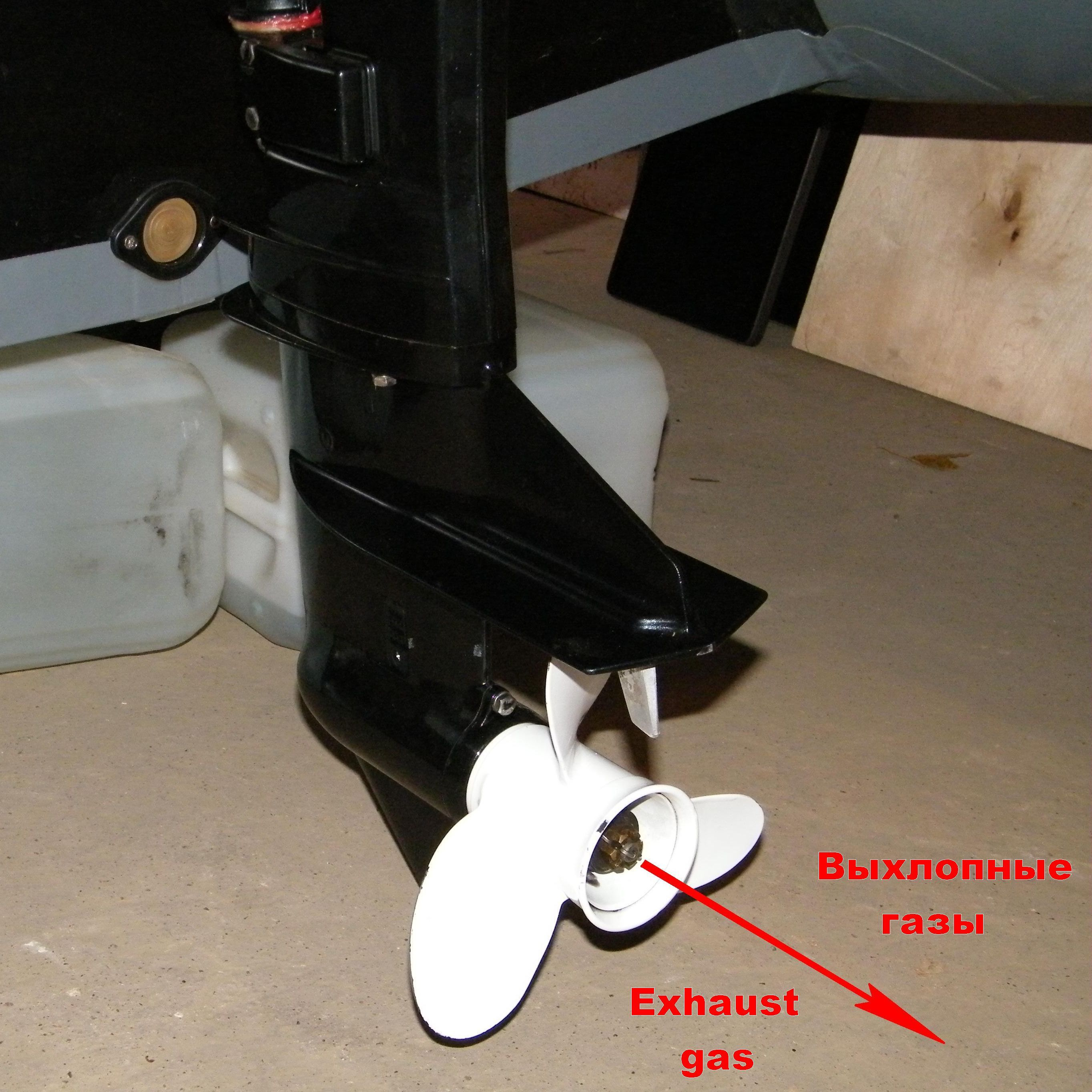
У подвесных моторов выхлопные газы выбрасываются в воду, на многих моделях — через ступицу гребного винта

Наибольшую опасность представляют оксиды азота, примерно в 10 раз более опасные, чем угарный газ, доля токсичности альдегидов относительно невелика и составляет 4—5 % от общей токсичности выхлопных газов. Токсичность различных углеводородов сильно отличается. Непредельные углеводороды в присутствии диоксида азота фотохимически окисляются, образуя ядовитые кислородсодержащие соединения — составляющие смога.
Обнаруженные в газах полициклические ароматические углеводороды — сильные канцерогены. Среди них наиболее изучен бензпирен, кроме него, обнаружены производные антрацена:
- 1,2-бензантрацен
- 1,2,6,7-дибензантрацен
- 5,10-диметил-1,2-бензантрацен

Кроме того, при использовании сернистых бензинов в отходящие газы могут входить оксиды серы, при применении этилированных бензинов — свинец (тетраэтилсвинец), бром, хлор, их соединения. Считается, что аэрозоли галоидных соединений свинца могут подвергаться каталитическим и фотохимическим превращениям, участвуя в образовании смога.
Длительный контакт со средой, отравленной выхлопными газами автомобилей, вызывает общее ослабление организма — иммунодефицит. Кроме того, газы сами по себе могут стать причиной различных заболеваний. Например, дыхательной недостаточности, гайморита, ларинготрахеита, бронхита, бронхопневмонии, рака лёгкого. Также выхлопные газы вызывают атеросклероз сосудов головного мозга. Опосредованно через легочную патологию могут возникнуть и различные нарушения сердечно-сосудистой системы. Также выхлопные газы повреждают ткани нервной системы и повышают риск развития деменции.

### Отравления в замкнутом пространстве
Довольно часты случаи отравления выхлопными газами, в том числе с летальными исходами, автомобилистов в гаражах, закрытых стоянках и внутри автомобилей (при утечке в салон), при плохой вентиляции. Также бывали случаи отравления выхлопными газами в квартирах домов, находящихся вблизи автостоянок (вдыхание выхлопных газов приводит к накоплению токсичных веществ в организме человека). Для борьбы с такими случаями вводятся строительные нормы вентиляции стоянок и сооружений, связанных с эксплуатацией и обслуживанием автомобилей.
Печальным примером является гибель известного советского музыканта и продюсера Виктора Векштейна (1938—1990), которого нашли мёртвым в гараже в собственном «Мерседесе» с признаками отравления выхлопными газами.

## Пути снижения выбросов и токсичности
Стимулом к сокращению объёмов предполагается заинтересованность в сокращении расхода топлива (крупная статья расходов в автомобильном транспорте).
- Колоссальное влияние на количество выбросов (не считая сжигания топлива и времени) играет организация движения автомобилей в городе (значительная часть выбросов происходит в «пробках» и перед светофорами[источник не указан 4720 дней]). При удачной организации возможно применение менее мощных двигателей, при невысоких (экономичных) промежуточных скоростях.
- Существенно снизить содержание углеводородов в отходящих газах, более чем в 2 раза, возможно применением в качестве топлива попутных нефтяных (пропан, бутан), или природного газов, при том, что главный недостаток природного газа — низкий запас хода, для города не столь значим.
- Кроме состава топлива, на токсичность влияет состояние и настройка двигателя (особенно дизельного — выбросы сажи могут увеличиваться до 20 раз и карбюраторного — до 1,5—2 раз изменяются выбросы оксидов азота).
- Значительно снижены выбросы (снижен расход топлива) в современных конструкциях двигателей с инжекторным питанием стабильной стехиометрической смесью неэтилированного бензина с установкой нейтрализатора, газовых двигателях, агрегатах с нагнетателями и охладителями воздуха, применением гибридного привода. Однако подобные конструкции сильно удорожают автомобили.
- Испытания SAE показали, что эффективный способ снижения выбросов окислов азота (до 90 %) и в целом токсичных газов — впрыск в камеру сгорания воды.

## Законодательное регулирование
- Контролируется качественный состав изготавливаемого и реализуемого топлива (в России это стандарты на топливо, региональные требования, в Европе — нормативы ЕВРО).
- Предусмотрен контроль над состоянием и регулировками автомобилей. В России является обязанностью органов технического осмотра ГИБДД периодически контролировать доли оксидов углерода и углеводородов в выхлопе на двух частотах вращения, состояние предусмотренных систем нейтрализации на бензиновых двигателях (по ГОСТ Р 52033-2003), на газобаллонных (ГОСТ Р 54942-2012) и дымность на дизельных двигателях (по ГОСТ Р 52160-2003). Двухтактные двигатели не проходят никакую из этих проверок[источник не указан 3288 дней].
- В России вводятся повышенные ставки транспортного налога на мощность двигателя автомобиля.
- Топливо облагается специальными акцизами.
- Предусмотрены нормативы на выпускаемые автомобили. В России и европейских странах приняты стандарты ЕВРО, задающие как токсичность, так и количественные показатели, например:
  - По Евро-3 выбросы: СН до 0,2 г/км, CO до 2,3 г/км и NOy до 0,15 г/км
  - По Евро-4 выбросы: СН до 0,1 г/км, CO до 1,0 г/км и NOy до 0,08 г/км
- В некоторых регионах вводятся ограничения на движение большегрузного автотранспорта (например, в Москве).